# خبري
كان خِبْري (ينطق أيضاً خِبْر وخِبْر رع) إلهاً في الديانة المصرية القديمة.

## الرمزية
كان خبري مرتبطا بخنفساء الجعل (التي كانت تنطق بالمصرية القديمة: خبر)، لأن الجعل يدفع كرات الروث في جميع أنحاء الأرض، وهو الفعل الذي اعتبره المصريون رمزا للقوى التي تحرك الشمس عبر السماء، كان خبري بالتالي إلها شمسياً، خنفساء الروث الشابة، بعد أن تضع البيض في كرة الروث، يخرج من الكرة خنفساء جديدة كاملة التشكل، فكان خبري من وراء هذه الملاحظة ممثلا أيضاً للخلق والبعث، وقد كان مرتبطاً تحديدا بشروق الشمس واسطورة خلق العالم. وقد ربط المصريون بين اسمه والفعل (خبر) في اللغة المصرية القديمة والذي يعنى «تطوّر» أو «أتي إلى حيز الوجود» أو «يحدث» أو «يخلق».. إلخ.

## الدين
لم تكن هناك عبادة مكرسة لخبري، وكان مرؤوساً بشكل واضح لأكبر إله للشمس رع، وفي كثير من الأحيان، كان ينظر إلى خبري والإله الشمسي الآخر آتوم على أنهما مجرد تجليات مخلفة من رع: فقد كان خبري يمثل شمس الصباح، وكان رع الشمس في منتصف النهار، وكان آتوم الشمس في المساء.

## المظهر
كان يصور خبري أساسا في حيئة خنفساء الجعل، وإن كان في بعض لوحات المقابر الجنائزية وأوراق البردي تم تصويره كرجل مع رأس خنفساء أو خنفساء كاملة بدلا عن رأسه، فهو يصور أيضا على هيئة الجعل في المركب الشمسي الذي يرفع عاليا من قبل نون، تمائم الجعل (الخنفساء) التي استخدمها المصريون كمجوهرات وأختام كانت تمثل خبري.